# Ginástica artística nos Jogos do Mediterrâneo de 2018
As competições de ginástica artística nos Jogos do Mediterrâneo de 2018 em Reus aconteceram entre os dias 23 e 26 de junho no Pavelló Olímpic de Reus. Os atletas competiram em 14 eventos.

## Calendário
| Q | Qualificatória | F | Final |

| Evento↓/Data →             | Dom 23 | Sáb 24 | Seg 25 | Ter 26 |
| -------------------------- | ------ | ------ | ------ | ------ |
| Individual geral masculino | Q      | Q      | F      |        |
| Equipes masculinas         | F      | F      |        |        |
| Salto masculino            | Q      | Q      |        | F      |
| Solo masculino             | Q      | Q      |        | F      |
| Cavalo com alças           | Q      | Q      |        | F      |
| Argolas                    | Q      | Q      |        | F      |
| Barras paralelas           | Q      | Q      |        | F      |
| Barra fixa                 | Q      | Q      |        | F      |
| Individual geral feminino  | Q      | Q      | F      |        |
| Equipes femininas          | F      | F      |        |        |
| Salto feminino             | Q      | Q      |        | F      |
| Solo feminino              | Q      | Q      |        | F      |
| Barras assimétricas        | Q      | Q      |        | F      |
| Trave                      | Q      | Q      |        | F      |

## Medalhistas

### Masculino
| Evento           | Ouro                                                                               | Prata                                                                           | Bronze                                                                       |
| ---------------- | ---------------------------------------------------------------------------------- | ------------------------------------------------------------------------------- | ---------------------------------------------------------------------------- |
| Equipes          | ESP Espanha Alberto Tallón Néstor Abad Thierno Diallo Nicolau Mir Rayderley Zapata | TUR Turquia Ümit Şamiloğlu Ferhat Arıcan Sercan Demir Ahmet Önder İbrahim Çolak | FRA França Cyril Tommasone Axel Augis Julien Gobaux Loris Frasca Paul Degouy |
| Individual geral | Marios Georgiou CYP Chipre                                                         | Julien Gobaux FRA França                                                        | Ahmet Önder TUR Turquia                                                      |
| Solo             | Rayderley Zapata ESP Espanha                                                       | Ahmet Önder TUR Turquia                                                         | Rok Klavora SLO Eslovênia                                                    |
| Cavalo com alças | Cyril Tommasone FRA França                                                         | Robert Seligman CRO Croácia                                                     | Marios Georgiou CYP Chipre                                                   |
| Argolas          | İbrahim Çolak TUR Turquia                                                          | Marco Lodadio ITA Itália                                                        | Ali Zahran EGY Egito                                                         |
| Salto            | Loris Frasca FRA França                                                            | Ahmet Önder TUR Turquia                                                         | Ferhat Arıcan TUR Turquia                                                    |
| Barras paralelas | Ahmet Önder TUR Turquia                                                            | Marios Georgiou CYP Chipre                                                      | Julien Gobaux FRA França                                                     |
| Barra fixa       | Marios Georgiou CYP Chipre                                                         | Ümit Şamiloğlu TUR Turquia                                                      | Néstor Abad ESP Espanha                                                      |

### Feminino
| Evento              | Ouro                                                                                          | Prata                                                                                    | Bronze                                                                          |
| ------------------- | --------------------------------------------------------------------------------------------- | ---------------------------------------------------------------------------------------- | ------------------------------------------------------------------------------- |
| Equipes             | ITA Itália Lara Mori Giada Grisetti Caterina Cereghetti Francesca Noemi Linari Martina Basile | FRA França Sheyen Petit Marine Boyer Grâce Charpy Morgane Osyssek Reimer Louise Vanhille | ESP Espanha Paula Raya Cintia Rodríguez Nora Fernández Helena Bonilla Ana Pérez |
| Individual geral    | Lara Mori ITA Itália                                                                          | Louise Vanhille FRA França                                                               | Ana Pérez ESP Espanha                                                           |
| Salto               | Nancy Taman EGY Egito                                                                         | Tjaša Kysselef SLO Eslovênia                                                             | Teja Belak SLO Eslovênia                                                        |
| Barras assimétricas | Louise Vanhille FRA França                                                                    | Paula Raya ESP Espanha                                                                   | Lucija Hribar SLO Eslovênia                                                     |
| Trave               | Marine Boyer FRA França                                                                       | Giada Grisetti ITA Itália                                                                | Louise Vanhille FRA França                                                      |
| Solo                | Lara Mori ITA Itália                                                                          | Göksu Üçtaş TUR Turquia                                                                  | Cintia Rodríguez ESP Espanha                                                    |

## Quadro de medalhas
*   país anfitrião (ESP Espanha)
| Pos.               | País               | Ouro | Prata | Bronze | Total |
| ------------------ | ------------------ | ---- | ----- | ------ | ----- |
| 1                  | FRA França         | 4    | 3     | 3      | 10    |
| 2                  | ITA Itália         | 3    | 2     | 0      | 5     |
| 3                  | TUR Turquia        | 2    | 5     | 2      | 9     |
| 4                  | ESP Espanha        | 2    | 1     | 4      | 7     |
| 5                  | CYP Chipre         | 2    | 1     | 1      | 4     |
| 6                  | EGY Egito          | 1    | 0     | 1      | 2     |
| 7                  | SLO Eslovênia      | 0    | 1     | 3      | 4     |
| 8                  | CRO Croácia        | 0    | 1     | 0      | 1     |
| Total (8 entradas) | Total (8 entradas) | 14   | 14    | 14     | 42    |

## Nações participantes
Quinze nações se inscreveram para competições de ginástica artística.
- ALG Argélia (5)
- CYP Chipre (9)
- CRO Croácia (3)
- EGY Egito (9)
- SLO Eslovênia (10)
- ESP Espanha (10)
- FRA França (10)
- GRE Grécia (10)
- ITA Itália (12)
- MAR Marrocos (1)
- MON Mônaco (1)
- POR Portugal (5)
- SRB Sérvia (2)
- TUN Tunísia (1)
- TUR Turquia (10)